# Milena Suszyńska
Milena Suszyńska-Dziuba (ur. 8 stycznia 1986 w Warszawie) – polska aktorka teatralna, filmowa i dubbingowa. Od 2011 roku związana z Teatrem Narodowym w Warszawie.
W 2009 ukończyła warszawską Akademię Teatralną im. Aleksandra Zelwerowicza.
Współpracowała z Teatrem Wytwórnia, Teatrem la M.ort, a także z Narodowym Centrum Kultury w Warszawie, Teatrem Polskiego Radia i Teatrem Telewizji Polskiej.

## Kariera filmowa
Zagrała m.in. w serialach Przyjaciółki, Czas honoru, Ojciec Mateusz, Sama słodycz, Bodo.
Na dużym ekranie wystąpiła w filmie Łukasza Palkowskiego Bogowie, który w 2014 roku dostał Grand Prix na Festiwalu Polskich Filmów Fabularnych w Gdyni, Warsaw by Night w reżyserii Natalii Korynckiej-Gruz oraz komedii Dzień dobry, kocham cię! Ryszarda Zatorskiego.
Aktorka występuje w serialach: O mnie się nie martw, Barwy szczęścia, Druga szansa, Leśniczówka.

## Kariera teatralna
Aktorka zagrała m.in. w spektaklach Pożegnanie w reżyserii Agnieszki Glińskiej, Tartuffe albo Szalbierz w reżyserii Jacques Lassalle czy Madame de Sade Macieja Prusa w Teatrze Narodowym, a także gościnnie w przedstawieniu Dobry Wojak Szwejk idzie na wojnę w reżyserii Andrzeja Domalika w Och-Teatrze.
Za rolę Jennifer w spektaklu W mrocznym mrocznym domu w reżyserii Grażyny Kani nominowana była do Feliksów Warszawskich w kategorii Młody aktor.

## Życie prywatne
Córka aktora Zbigniewa Suszyńskiego. W 2014 roku wyszła za mąż za aktora Karola Dziubę.

## Filmografia
| Rok       | Tytuł                                   | Rola                                    | Uwagi           |
| --------- | --------------------------------------- | --------------------------------------- | --------------- |
| 2008      | Ego                                     | Asia                                    |                 |
| 2008      | Agentki                                 | kelnerka Agata                          | odc. 4          |
| 2009–2010 | Złotopolscy                             | Zosia Złotopolska, siostra Jana         |                 |
| 2010      | Plebania                                | Monika                                  | odc. 1544       |
| 2010      | Ojciec Mateusz                          | Gosia                                   | odc. 55         |
| 2010      | Wojna żeńsko-męska                      | ekspedientka w sex-shopie               |                 |
| 2011      | Rodzinka.pl                             | Gabrysia                                | odc. 2          |
| 2011      | Hotel 52                                | Aldona Stankiewicz, siostra Heleny      | odc. 33         |
| 2011      | Galeria                                 | Nikola, przyjaciółka Anity              |                 |
| 2012      | Reguły gry                              | Patrycja                                | odc. 13         |
| 2012      | Czas honoru                             | pracownica sierocińca                   | odc. 65         |
| 2012      | Piąty Stadion                           | kobieta                                 | odc. 35         |
| 2013      | Przepis na życie                        | recepcjonistka                          | odc. 53, 57, 64 |
| 2013      | Barwy szczęścia                         | Paulina Dębska                          |                 |
| 2014      | Warsaw by Night                         | tancerka go-go                          |                 |
| 2014      | Sama słodycz                            | Gosia Rekrut, siostra Fryderyka         |                 |
| 2014      | Dzień dobry, kocham Cię                 | pielęgniarka Jadźka                     |                 |
| 2014      | Bogowie                                 | pielęgniarka Gośka                      |                 |
| 2015      | Przyjaciółki                            | Marta                                   | odc. 51-53      |
| 2015      | Nie rób scen                            | policjantka                             | odc. 3          |
| 2016      | Singielka                               | Mariola                                 | odc. 113        |
| 2016      | Komisarz Alex                           | pielęgniarka Iza Nogaś                  | odc. 96         |
| 2016      | 7 rzeczy, których nie wiecie o facetach | blondynka                               |                 |
| 2016      | Bodo                                    | dziewczyna w „Różowym Marszu”           | odc. 11         |
| 2017–2018 | O mnie się nie martw                    | Lena                                    |                 |
| 2017      | Komisarz Alex                           | Larisa, partnerka Konrada Przybysza     | odc. 123        |
| 2017      | Druga szansa                            | asystentka prezesa stacji               |                 |
| 2017      | Barwy szczęścia                         | Viola                                   | odc. 1721, 1727 |
| 2018–2024 | Leśniczówka                             | Edyta Gałek                             |                 |
| 2018      | Podatek od miłości                      | klientka Mariana                        |                 |
| 2019      | Chyłka – Kasacja                        | Agnieszka Powirska, sąsiadka Langera jr |                 |
| 2020      | W rytmie serca                          | Ludmiła Szewczenko                      |                 |
| 2021      | Przyjaciółki                            | Justyna                                 |                 |
| 2021      | Papiery na szczęście                    | Amelia                                  |                 |
| 2022      | Zołza                                   | pielęgniarka                            |                 |
| 2022      | Behawiorysta                            | Marlena Grad                            |                 |
| 2023      | Ojciec Mateusz                          | Milena Rawska                           | odc. 378        |
| 2024      | Korona królów. Jagiellonowie            | Eliszka Szczukowska                     |                 |
| 2024      | The Office PL                           | terapeutka                              |                 |

## Spektakle teatralne

### Akademia Teatralna, Warszawa
- 2008 – Trzy siostry jako Irina (reż. Andrzej Domalik)
- 2009 – Sceny z Różewicza jako matka, Olga (reż. Wiesław Komasa)
- 2009 – Marat Sade jako rewolucjonistka (reż. Maja Kleczewska)

### Teatr la M.ort, Warszawa
- 2006 – Furia jako dziewczyna z deszczu (reż. Ewelina Kaufmann)
- 2012 – Błądząc (reż. Ewelina Kaufmann)

### Teatr Narodowy, Warszawa
- 2009 – Kazimierz i Karolina jako Elli (reż. Gábor Zsámbéki)
- 2011 – Sprawa, według Samuela Zborowskiego jako córka rybaka, Heliana (reż. Jerzy Jarocki)[18]
- 2012 – Tartuffe albo Szalbierz jako Marianna (reż. Jacques Lasalle)
- 2012 – W mrocznym mrocznym domu jako Jennifer (reż. Grażyna Kania)[19]
- 2012 – Pożegnania jako fordanserka (reż. Agnieszka Glińska)
- 2013 – Bezimienne dzieło jako służąca Róży Van Der Blaast (reż. Jan Englert)[20]
- 2013 – Królowa Margot jako Małgorzata (reż. Grzegorz Wiśniewski)
- 2014 – Lód (reż. Konstantin Bogomołow)[21]
- 2014 – Fredraszki jako Justysia (reż. Jan Englert)
- 2015 – Kordian jako Wioletta (reż. Jan Englert)[22]
- 2015 – Opowiadania brazylijskie jako Lilka (reż. Marcin Hycnar)
- 2015 – Pan Tadeusz – wszystkie słowa jako Zosia (reż. Piotr Cieplak)
- 2016 – Madame de Sade jako Anna (reż. Maciej Prus)[23]

### Och-Teatr, Warszawa
- 2017 – Dobry Wojak Szwejk idzie na wojnę jako piękna Kate (reż. Andrzej Domalik)

### Teatr Telewizji
- 2009 – Powidoki (reż. Maciej Wojtyszko)[24]
- 2013 – Matka brata mojego syna jako Jagódka (reż. Juliusz Machulski)[25]
- 2016 – Mąż i żona jako Justysia (reż. J. Englert)[26]
- 2017 – Wojna – moja miłość jako kochanka Kowerskiego (reż. Wojciech Nowak)

### Spektakle pozostałe
- 2017 – Kłamstwo jako Lewrance (reż. Wojciech Malajkat)

## Nagrody i wyróżnienia
W 2016 roku wyróżniona nagrodą za najlepszą rolę kobiecą w przedstawieniu Teatru Telewizji, za rolę Justysi w Mężu i żonie Aleksandra Fredry w reżyserii Jana Englerta na 16. Festiwalu Teatru Polskiego Radia i Telewizji Polskiej „Dwa Teatry” w Sopocie.